# Секвенс-стратиграфія

Дві реконструкції глобальних ізохронних змін рівнів світового океану за останні 500 млн років.

Секвенс-стратиграфія (англ. sequence stratigraphy; нім. Sequenzstratigraphie f) — нова концепція стратиграфічних досліджень, згідно з методологією якої ключовими аспектами для розуміння будови осадових нашарувань є врахування ролі хроностратиграфічних одиниць, циклічності і зміни положення базису ерозії залежно від рівня евстазії (повільної зміни рівня моря) і регіональних тектонічних рухів.

## Опис
Концепція С.-с. зародилася як методологічна основа інтерпретації даних сейсморозвідки в нафтогазоносних басейнах. Методологія С.-с. сформувалася у 80-тих роках XX ст. Принципи С.-с. мають переломне значення для вивчення седиментаційних басейнів, розуміння природи осадових нашарувань. С.-с. названа третьою революцією в геології (перші дві — фаціальний аналіз та тектоніка плит).
Секвенс-стратиграфія, поєднуючи дані сейсмостратиграфії і фаціальний аналіз, відокремлює осадові комплекси і визначає їхнє положення в геологічному розрізі за шкалою циклічних змін рівня Світового океану.
Згідно з концепцією С.-с. седиментаційний процес є функцією трьох змінних: рівня світового океану, швидкості прогинання осадового басейну і постачання теригенного матеріалу з областей зносу. Кількість матеріалу, швидкість його накопичення, глибина басейну, положення берегової лінії і розподіл та зміна фацій — це комбінований ефект регіональної тектоніки та евстазії. Причини евстатичних коливань, можливо, космічні, тому зміни рівня світового океану відбуваються одночасно в масштабах усієї планети. Визначення глобальних ізохронних рівнів змін світового океану є головним здобутком С.-с. Евстатичні коливання відображені у змінах типу нашарувань осадових комплексів з певним набором літологічних і палеонтологічних ознак. Межі секвенсів утворюються внаслідок збільшення швидкості падіння рівня океану чи зменшення швидкості прогинання дна басейну і можуть бути зумовлені як глобальними змінами евстазії, так і регіональними тектонічними рухами. Межі евстатичного походження ізохронні в усіх басейнах, які пов'язані з відкритим океаном. Незгідності тектонічного походження неодночасні і не простежуються за межами того чи іншого геологічного регіону. Виділення ізохронних глобальних незгідностей є ще одним важливим досягненням С.-с.
Поділ осадових відкладів на секвенси, тракти і простежування поверхонь, пов'язаних із процесами глобальної евстазії, формують потужний інструмент для виявлення часових і просторових співвідношень осадових порід. На відміну від класичної стратиграфії, С.-с. не тільки фіксує будову осадових товщ, а й пояснює динаміку їхнього утворення, залежно від евстазії і характеру регіональних тектонічних рухів, а також визнає головним механізмом утворення не безперервне послідовне, горизонтально-паралельне нашарування (знизу догори) осадів, а бокове переривчасте заповнення палеобасейну з утворенням сигмоподібних, клиноформних тіл.
Найважчою частиною застосування концепції С.-с. у практиці геологічних досліджень є вилучення впливу локальної тектоніки, відокремлення евстатичного «сигналу» від регіонального «шуму». Попри це практична придатність цієї концепції підтверджена результативністю пошукових робіт нафтових компаній у світовому масштабі і визнана у 90-х роках ХХ ст. міжнародним стандартом при вивченні геологічної будови осадових товщ.